# EDGE Evolution
EDGE Evolution es una versión mejorada del estándar de telecomunicaciones móviles EDGE que mejora al mismo de varias formas. La Latencia es reducida ya que se reduce a la mitad el intervalo de tiempo de transmisión (de 20ms a 10ms). El bitrate es incrementado a 1 MBit/s y la latencia baja a 100 ms usando operadores duales, una modulación de órdenes más altos (32-16QAM en vez de 8PSK), y 'turbo codes' para mejorar la corrección de errores. Además, finalmente la calidad de la recepción es mejorada usando antenas duales.
- Datos: Q5418741